# Vestfonna
De Vestfonna is een ijskap op het eiland Nordaustlandet, dat deel uitmaakt van de Noorse eilandengroep Spitsbergen. De Vestfonna  heeft een oppervlakte van 2.500 km². De ijskap is de op twee na grootste ijskap in Spitsbergen en Noorwegen na de Austfonna en de Olav V Land.
De ijskap ligt op het noordwestelijk deel van het eiland op het schiereiland Gustav-V-land. Meer naar het oosten op het eiland, aan de overzijde van het dal Rijpdalen, ligt de ijskap Austfonna en naar het zuidoosten de ijskap Sørfonna.
Ten noordoosten van de ijskap ligt de streek Prins Oscarsland.

## Gletsjers
Vanaf het noorden met de klok mee ontspringen uit de Vestfonna de volgende gletsjers:
- Sabinebreen
- Maudbreen
- Rijpbreen
- Croftbreen
- Bodleybreen
- Eltonbreen
- Aldousbreen
- Frazerbreen
- Idunbreen
- Bragebreen
- Gimlebreen
- Forsiusbreen
- Backabreen
- Søre Franklinbreen
- Nordre Franklinbreen
- Lindhagenbreen

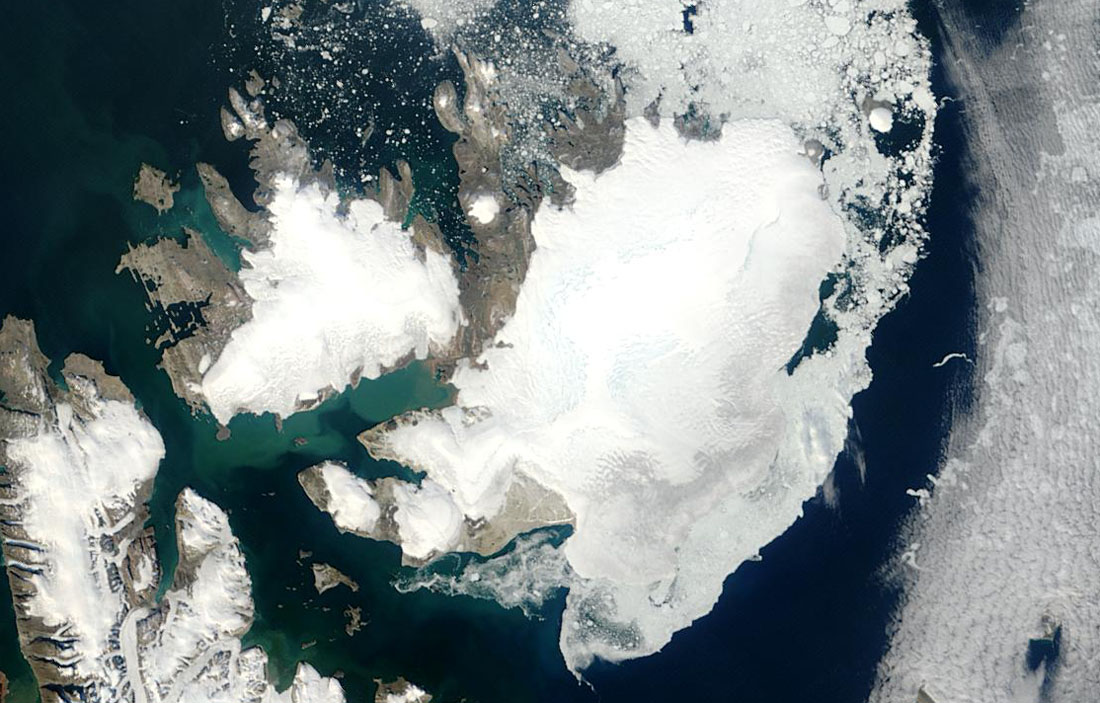
Satellietfoto van Nordaustlandet met links de ijskap